# Diadegma hokkaidense
Diadegma hokkaidense là một loài tò vò trong họ Ichneumonidae.